# Neohydrocoptus opatrinus
Neohydrocoptus opatrinus is een keversoort uit de familie diksprietwaterkevers (Noteridae). De wetenschappelijke naam van de soort werd in 1892 gepubliceerd door Maurice Auguste Régimbart.